# K.d. Lang
k.d. lang hay Kathryn Dawn Lang (sinh ngày 2 tháng 11 năm 1961 tại Edmonton, Alberta, Canada) là một ca sĩ sáng tác nhạc pop và nhạc country. Bà chọn nghệ danh bằng chữ thường, viết tắt và không có khoảng trắng.
Bà từng nhận huân chương Canada, đoạt giải Juno và giải Grammy. Ngoài ra bà cũng nổi tiếng là nhà hoạt động cho quyền người đồng tính nữ, bảo vệ động vật và là một người ăn chay.